# Сажи Умалатова
Сажи Зайндінівна Умалатова (3 серпня 1953 , Ташкенсаз, Алматинська область ) — радянська та російська політична і громадська діячка.
Голова «Партії миру та єдності»; засновниця, голова (2001—2015), член центральної ради Всеросійського громадського руху «На підтримку політики Президента Російської Федерації»; була головою « Союзу народного опору».
Народний депутат СРСР (1989—1992), голова громадської організації «Постійна Президія З'їзду народних депутатів СРСР» (з 1992 року).

## Життєпис

### Походження
Народилася 3 серпня 1953 року в Казахській РСР, куди її батьки були депортовані 1944 року. У 1957 році разом із сім'єю переїхала до міста Грозного . Трудову діяльність розпочала у 1969 році на Грозненському машинобудівному заводі « Червоний молот»; працювала сатураторкою, електрозварювальницею, потім очолила комплексну бригаду машинобудівного заводу «Червоний молот» .

### Політична діяльність
У 1971 році у 18-річному віці Сажи Умалатова була обрана депутатом районної ради міста Грозного . Через два роки, закінчивши нафтовий технікум та Ростовську міжобласну вищу партійну школу, стала депутатом міської Ради Грозного . Пізніше закінчила вечірнє відділення Московської державної юридичної академії . Двічі обиралася депутатом Верховної Ради Чечено-Інгуської АРСР, була членом Президії Верховної Ради республіки.
Член КПРС з 1978 по 1992 рік, делегатка XXVI з'їзду КПРС (1981). У 1984 році обрана депутатом Верховної Ради СРСР одинадцятого скликання як представник від м. Грозного . У березні 1989 року її було обрано вже народним депутатом СРСР. У пресі тих років її називали серед активних учасників І З'їзду народних депутатів СРСР, пряму трансляцію із зали засідань якого слухали мільйони громадян країни. З 1989 по 1991 рік працювала у Комітеті управління, самоврядування Верховної Ради СРСР. Активна прихильниця збереження СРСР: у грудні 1990 року на IV З'їзді народних депутатів СРСР виступила за відставку президента СРСР Михайла Горбачова, єдина з депутатів відкрито виступила проти політики, що проводилася ним. У 1991 році вийшла зі складу Комуністичної партії Радянського Союзу. 1991 року була противником обрання Бориса Єльцина на посаду президента Росії.
У грудні 1991 року була однією з тих, хто підписав звернення до Президента СРСР та Верховної Ради СРСР із пропозицією про скликання надзвичайного З'їзду народних депутатів СРСР .
17 березня 1992 року на зібранні ряду колишніх народних депутатів СРСР, які проголосили себе «VI Надзвичайним З'їздом народних депутатів СРСР» (нелегітимним, з погляду влади Російської Федерації і на якому не було кворуму (менше 10 % від загальної кількості депутатів) з точки зору Регламенту СНД та ЗС СРСР), була обрана головою «Постійнодіючої Президії З'їзду народних депутатів СРСР». На відміну від інших органів, які претендували на статус законних спадкоємців радянської влади, Постійна президія практично не займалася законотворчістю, зосереджуючись на нагородах і почесних званнях, пов'язаних з розірваним Союзом.
Брала участь у відновленні діяльності КПРС та 27 березня 1993 року на XXIX з'їзді КПРС була обрана до складу Ради Союзу Комуністичних партій — Комуністичної партії Радянського Союзу (СКП-КПРС) та Політвиконкому Ради СКП-КПРС. З 13 лютого 1994 року по 1 липня 1995 року працювала заступником голови Ради СКП-КПРС .
Під час державного перевороту (подій осені 1993 року) в Росії виступила за підтримку Верховної Ради Росії, брала участь у захисті Будинку Рад в Москві.
Після поразки прихильників ЗС на деякий час приєдналася до радикальних рухів лівого спрямування: була одним із лідерів Фронту національного порятунку, очолювала Спілку народного опору. Виступає за «єдину, неподільну, могутню Росію із сильною армією». У книзі «Червона дюжина. Крах СРСР: вони були проти» розповідається про її поїздки до Іраку на особисте запрошення Саддама Хусейна і про небажання Умалатової підтримувати свого земляка Джохара Дудаєва. Партія миру та єдності та особисто Умалатова були згадані в підсумковому звіті про розслідування шахрайства, пов'язаного з програмою ООН «Нафта в обмін на продовольство», оскільки вона нібито брала участь в експорті нафти з Іраку Саддама в обхід санкцій ООН.
1995 року створила блок «Наше майбутнє», який ЦВК не включила до виборчих бюлетенів під приводом «недійсності підписів».
У 1996 році створила та очолила Російську політичну партію миру та єдності. У 1999 та 2003 роках партія брала участь у виборах до Державної Думи Росії. У 1999 році Пермський обласний осередок КПРФ був звинувачений у співпраці з президією Сажи Умалатової в питанні продажу незаконних медалей.
У жовтні 2007 року ЦВК РФ відмовила їй у реєстрації федерального списку кандидатів, висунутого цією партією. Обґрунтуванням цього рішення стало те, що, за даними перевірки ЦВК РФ, недостовірними (недійсними) було визнано 3609 (5,16 %) підписів, зібраних на підтримку партії. Рішення ЦВК було підтверджено Верховним судом Російської Федерації.
В 2007 році в інтерв'ю Володимиру Мамонтову на питання: «Чи потрібно добиватися повернення Криму?» Сажи Умалатова відповіла:

Ви знаєте, я не прихильниця якихось протистоянь, щось у когось забирати. Але якщо, скажімо, керівництво України поводиться щодо Росії агресивно чи негідно, я думаю, що, чи це Крим чи ще щось, я думаю, що треба застосовувати якісь важелі.

У тому ж 2007 році на запитання: «Ви б підтримали кандидатуру Путіна на третій термін?» Сажи Умалатова відповіла:

'Я не тільки підтримала б. Одна із перших я заявила про це. І ми підтримуємо, і підтримуватимемо, тому що вважаємо, що іншої кандидатури на сьогоднішній день немає.

Обиралася головою загальноросійського громадського руху «На підтримку політики Президента РФ» з 2001 до 2015 року.
15 квітня 2013 року на раді непарламентських партій при спікерові Держдуми Сергію Наришкіну Умалатова запропонувала як покарання за образу почуттів віруючих "відрізати язик .
Підтримала своїм підписом акцію Національно-визвольного руху Росії (НВР) за скликання референдуму щодо зміни Конституції РФ .
У березні 2022 року підписала звернення на підтримку введення російських військ в Україну .

## Особисте життя
Одружена, її чоловік Саїд Умалатов, за даними на 2000 рік, працював інженером-механіком заводу « Червоний молот». Умалатова має доньку, юриста за освітою .

## Нагороди і премії
- орден Жовтневої Революції (10.06.1986);
- орден «Знак Пошани» (13.05.1977);
- медалі;
- Золотий Знак ЦК ВЛКСМ (1981);
- Премія Ленінського комсомолу ;
- Премія Ради Міністрів СРСР (1982).

У 1985 році скульптор Іван Бекічов створив бронзовий скульптурний портрет Сажи Умалатової .